# Hermann Barge
Hermann E. G. Barge (* 2. Juni 1870 in Reudnitz; † 1941) war ein deutscher Lehrer und Kirchenhistoriker.

## Leben
Hermann Barge war der Sohn des Flötisten und Lehrers Wilhelm Barge, der am Königlichen Konservatorium und im Gewandhausorchester in Leipzig tätig und mit Liane geborene Müller († 1898) verheiratet war. Nach dem Besuch des Nikolaigymnasiums in Leipzig studierte er an den Universitäten Leipzig und Berlin. 1892/92 war er zunächst Hauslehrer in Potsdam. In dieser Zeit promovierte er zum Dr. phil. 1894 legte er das Staatsexamen ab und trat in den Schuldienst, 1909 wurde er zum Professor am Realgymnasium in Leipzig ernannt. Zum 1. Oktober 1922 wechselte er als Rektor nach Wurzen. 1931 ging Hermann Barge zurück nach Leipzig, wo er Direktor des Königin-Carola-Gymnasiums wurde.
Von 1919 bis 1920 war Hermann Barge für die Deutsche Demokratische Partei Mitglied der Sächsischen Volkskammer.

## Schriften (Auswahl)
- Gründung der ältesten sächsischen Realschule Leipzig und ihre ersten Schicksale. In: Mitteilungen der Gesellschaft für deutsche Erziehungs- und Schulgeschichte. 7 (1897), Nr. 3, S. 301–331, SWB Online-Katalog 438477952 (Digitalisat Leibniz-Institut für Bildungsforschung und Bildungsinformation, abgerufen am 2. Februar 2020).
- Andreas Bodenstein von Karlstadt. 2 Bände Brandstetter, Leipzig 1905
  - 1. Band: Karlstadt und die Anfänge der Reformation. archive.org
  - 2. Band: Karlstadt als Vorkämpfer des laienchristlichen Puritanismus. archive.org, Reprint Olms, Hildesheim 1973 (= Buchkundliche Arbeiten, Band 6), ISBN 3-487-04420-X.
- Frühprotestantisches Gemeindechristentum in Wittenberg und Orlamünde, Leipzig 1909.
- Die gedruckten Schriften des Jakob Strauß. In: Archiv für Reformationsgeschichte 32 (1935), S. 100–121, 248–252.
- Jakob Strauß (= Schriften des Vereins für Reformationsgeschichte, 162), Leipzig 1937.
- Geschichte der Buchdruckerkunst, Leipzig: Reclam, 1940.
- Luther und der Frühkapitalismus, Gütersloh, 1951.
- Florian Geyer. Eine biographische Studie, Gerstenberg Verlag, Hildesheim 1972, ISBN 3-8067-0124-5.